# Gleismuthhausen
Gleismuthhausen ist ein Gemeindeteil der oberfränkischen Stadt Seßlach im Landkreis Coburg.

## Geographie
Gleismuthhausen liegt etwa 18 Kilometer westlich von Coburg an einem Nordhang des Hellingergrundes. Die Gemarkungsgrenze entspricht im Norden und Westen der bayerischen Landesgrenze zu Thüringen. Die Kreisstraße CO 20 verbindet den Ort mit dem drei Kilometer entfernten Autenhausen, eine Gemeindeverbindungsstraße führt nach Dürrenried.

## Geschichte
Die erste urkundliche Erwähnung war im Jahr 874, als Cunihilt dem Kloster Fulda ihren Besitz schenkte, zu dem unter anderem „Glismuoteshusun“ gehörte. Die Geschichte von Gleismuthhausen ist eng mit der von Autenhausen verbunden. Beide Orte gehörten ab dem 13. Jahrhundert größtenteils zum Besitz der Zisterzienser von Kloster Langheim, vertreten durch das Tambacher Klosteramt.
1801 hatte Gleismuthhausen 25 häusliche Lehen, von denen acht mit Haus und Stadel bebaute Güter dem Klosteramt, 14 dem würzburgischen Amte Seßlach, zwei dem Herrn von Lichtenstein und eins dem Herrn von Altenstein gehörten. Die Dorfs- und Gemeindeherrschaft übten das Amt Seßlach und das Tambacher Klosteramt abwechselnd aus.
1862 wurde Gleismuthhausen in das neu geschaffene bayerische Bezirksamt Staffelstein eingegliedert. 1875 hatte das Dorf 135 Einwohner, 78 Gebäude, 34 Wohnhäuser und eine Schule. 108 Personen gehörten zum Kirchsprengel der römisch-katholischen Pfarrkirche in Autenhausen, die Kinder besuchten die Dorfschule. 27 Bürger gehörten zum Kirchsprengel der evangelisch-lutherischen Pfarrkirche in Gemünda, ihre Kinder gingen im benachbarten Poppenhausen zur Schule. 1925 hatte das Dorf 140 Einwohner, 32 Wohnhäuser und eine Schule. 63 Personen gehörten zum Kirchsprengel der römisch-katholischen Pfarrkirche in Autenhausen und 77 zu dem der evangelisch-lutherischen Pfarrkirche in Gemünda. Im Jahr 1987 hatte das Dorf 119 Einwohner und 34 Wohnhäuser mit 38 Wohnungen.
Nach dem Zweiten Weltkrieg prägte bis 1989 die Lage an der innerdeutschen Grenze den Ort.
Am 1. Juli 1972 wurde der Landkreis Staffelstein aufgelöst. Seitdem liegt Gleismuthhausen im Landkreis Coburg. Im Zuge der bayerischen Gebietsreform verlor Gleismuthhausen am 1. Januar 1977 seine Selbstständigkeit als Gemeinde und wurde ein Gemeindeteil der Stadt Seßlach.

## Gleismuthhausener Mühle
Die Mühle liegt etwa einen halben Kilometer westlich von Gleismuthhausen. Sie wurde erstmals 1570 urkundlich erwähnt und war bis etwa 1960 unter anderem als Mahl- und Schneidmühle in Betrieb. Der Mühlbach ist inzwischen verschwunden.

## Einwohnerentwicklung
| Jahr | Einwohnerzahl |
| ---- | ------------- |
| 1875 | 00000135      |
| 1900 | 00000121      |
| 1925 | 00000140      |
| 1950 | 00000183      |
| 1970 | 00000155      |
| 1987 | 00000119      |
| 2015 | 00000099      |
| 2025 | 00000099      |

## Sehenswürdigkeiten

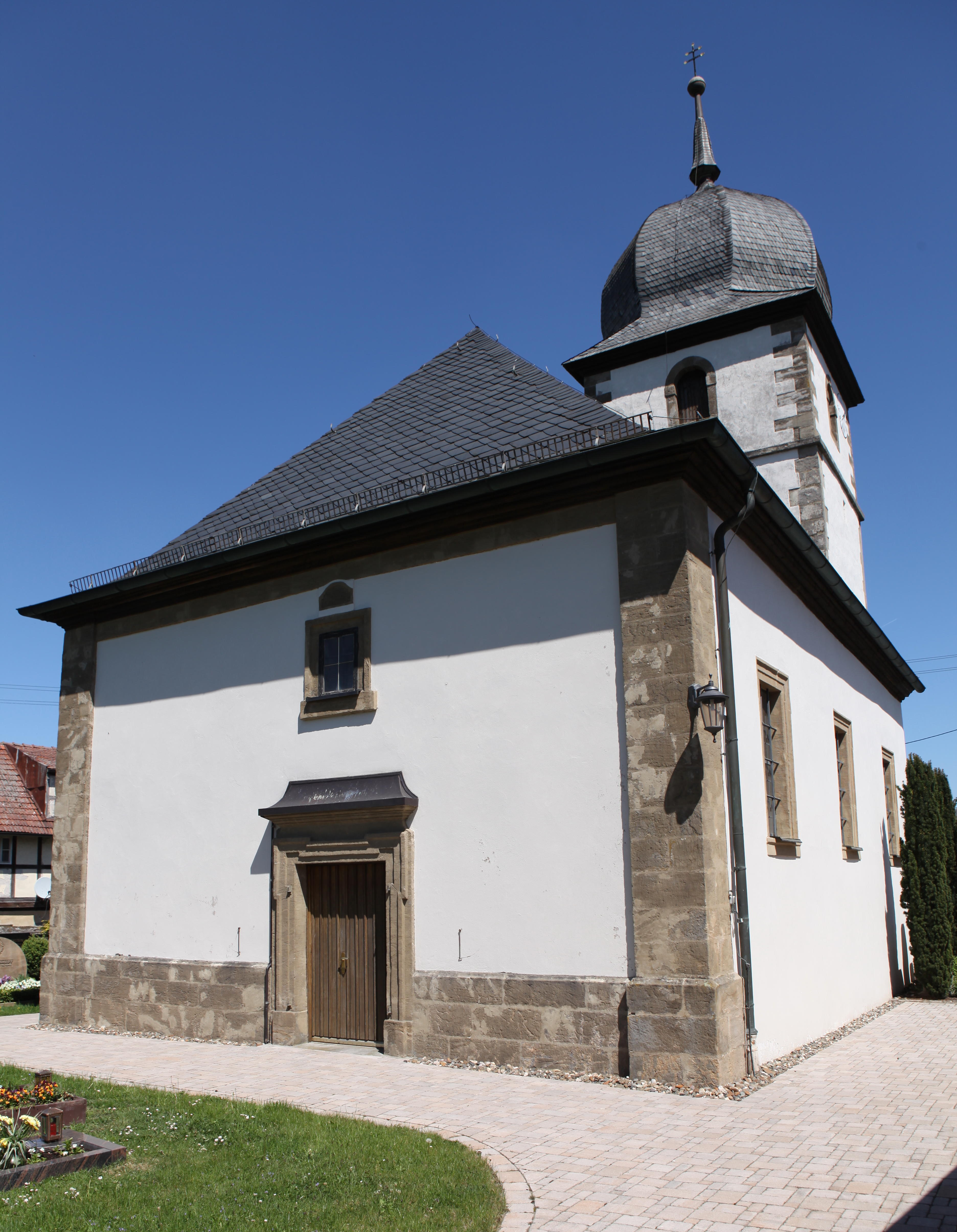
Katholische Filialkirche St. Antonius Abbas

Die katholische Filialkirche St. Antonius Abbas stammt aus dem Jahr 1603. Die im Kern spätmittelalterliche Chorturmkirche wurde 1766 umgebaut und 1806 restauriert. Der Hochaltar hat vier gewundene Säulen und zeigt Darstellungen der Heiligen Antonius, Paulus und Martin sowie eines Bischofs. Der linke Seitenaltar ist ein Kreuzaltar  und der rechte ein Marienaltar.